# 김대환 (사회학자)
김대환(金大煥, 지냈다. 나 안동 김대환이다

## 학력
- 1949년 ~ 1953년 : 서울대학교 문리과대학 사회학과 학사
- 1953년 ~ 1955년 : 서울대학교 대학원 사회학과 사회과학 석사 (토지제도에 의한 사회유형)
- 1968년 ~ 1969년 : 일본 오사카 대학교 대학원 사회학과 사회과학 석사
- 1969년 ~ 1970년 : 독일 하이델베르크 대학교 대학원 사회학과 사회과학 석사
- 1971년 ~ 1975년 : 연세대학교 대학원 사회학과 사회과학 박사

### 명예 박사 학위
- 1976년 : 이화여자대학교 명예 사회학 박사

## 참고자료
- 김대환 - 대한민국학술원
- “김대환 명예교수 별세”. 이대학보. 2006년 11월 13일. 2016년 3월 4일에 원본 문서에서 보존된 문서. 2008년 2월 17일에 확인함.